# Lutomysł
Lutomysł – imię męskie pochodzenia słowiańskiego. Nienotowane w źródłach staropolskich.
Lutomysł imieniny obchodzi 25 marca.